# Portamortero

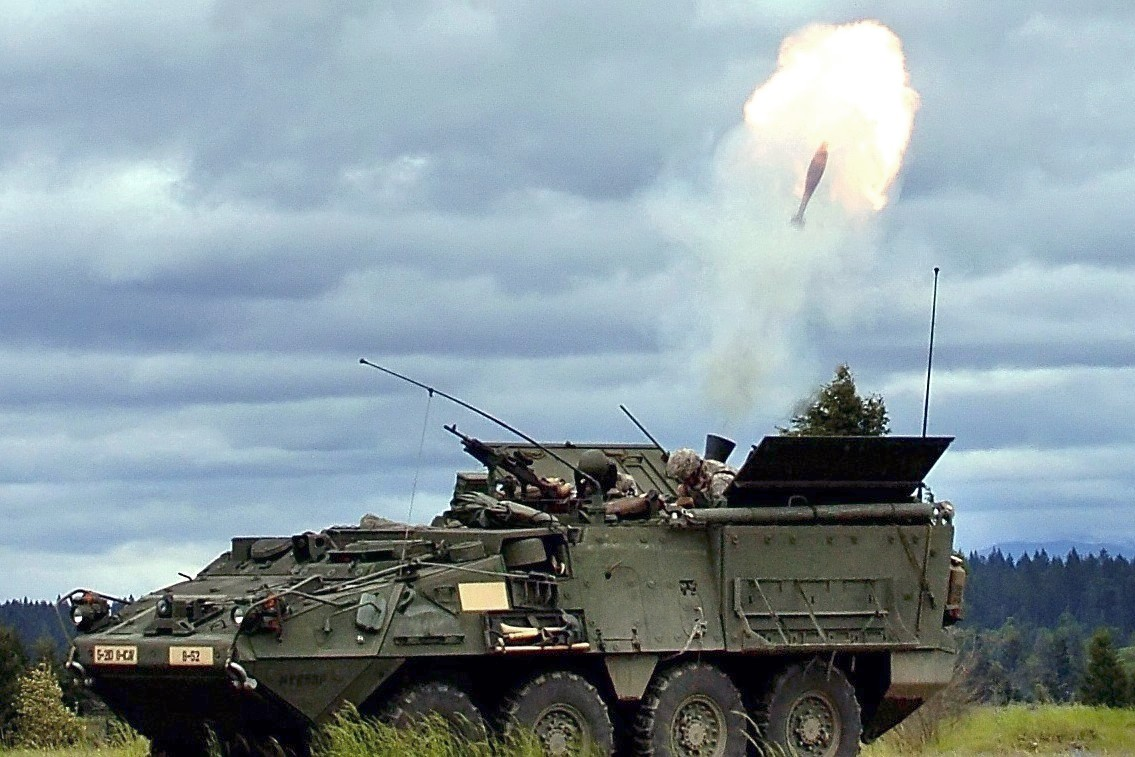
Un portamortero M1129 estadounidense, abriendo fuego.

Un portamortero o mortero autopropulsado es una pieza de artillería autopropulsada la cual un mortero es su arma principal.
Algunos son morteros de infantería montados en vehículos o los morteros están adosados al vehículo, por lo tanto no se puede desmontar del mismo.

## Historia
El portamortero tiene origen en la mecanización y motorización de la infantería en los años previos a la Segunda Guerra Mundial. Después de la introducción de los transportes blindados de personal, se produjeron variantes portamorteros de los transportes, como el M106, variante del M113 estadounidense, o el VCTM, variante del Tanque Argentino Mediano, en este caso, variante de un tanque medio. Otro ejemplo de morteros autopropulsados es el M1129 oriundo de los Estados Unidos.